# Schwarzwaldklinik Reha-Zentrum
Das Schwarzwaldklinik Reha-Zentrum ist ein Gesundheitszentrum in Bad Krozingen, nahe Freiburg im Breisgau. Dieses setzt sich aus vier Rehabilitationskliniken, einer Akutklinik und einem Heim für Kurz- und Langzeitpflege zusammen. Des Weiteren gibt es ein Fortbildungszentrum, welches verschiedene Fort- und Weiterbildungen für den therapeutischen, medizinischen und pflegerischen Bereich anbietet. Die Rehabilitationskliniken sind seit September 2012 nach der DIN EN ISO 9001:2008 und der Degemed 5.0 zertifiziert.

## Geschichte
Damals noch als Teil der Median Klinikgruppe wurde im Jahre 1976 die Klinik Sinnighofen eröffnet. Es folgte 1977 die Eröffnung der Klinik Lazariterhof und im Jahre 1984 die Schwarzwaldklinik Orthopädie und die Schwarzwaldklinik Neurologie. 1986 wurde Klinik Baden A-Bau, gefolgt vom Klinik Baden B-Bau im Jahre 1990, angebaut. Seit 1993 gibt es ein Wohnhaus für Mitarbeiter am Standort sowie eine Kindertagesstätte, die jedoch im Jahre 2014 in die Trägerschaft der Stadt Bad Krozingen übergegangen ist. Im Jahre 1999 zog die Werner-Schwidder-Klinik in das Gebäude der Klinik Lazariterhof ein. Nach dem Verkauf der Median Kliniken durch die Gesellschafter Erich Marx und Axel Steinwarz firmiert die Einrichtung in Bad Krozingen unter dem Namen „Park-Klinikum Bad Krozingen“. Im Jahr 2018 wurde das Gesundheitszentrum in Schwarzwaldkliniken Bad Krozingen umbenannt. 2024 änderte die Klinik erneut ihr Logo und ihren Namen in „Schwarzwaldklinik Reha-Zentrum“.

## Struktur
Die Werner-Schwidder-Klinik ist eine Akutklinik für Psychosomatik. Zu den Schwarzwaldkliniken Bad Krozingen gehören darüber hinaus die Schwarzwaldklinik Orthopädie, die Schwarzwaldklinik Neurologie, die Schwarzwaldklinik Geriatrie sowie die Schwarzwaldklinik Kardiologie und die Klinik Baden.
| Rehabilitationskliniken: | Schwarzwaldklinik Neurologie, Schwarzwaldklinik Orthopädie, Schwarzwaldklinik Geriatrie, Schwarzwaldklinik Kardiologie/ Klinik Baden (Kardiologie) |
| Akutklinik:              | Werner-Schwidder-Klinik (Psychosomatik) |
| Heim:                    | Schwarzwaldklinik Kurz- und Langzeitpflege |
| Fortbildungszentrum      | |

### Die Kliniken
Die Klinik Baden ist auf Kardiologie spezialisiert und durch die Deutsche Gesellschaft für Prävention und Rehabilitation von Herz-Kreislauferkrankungen zertifiziert. Die benachbarte Schwarzwaldklinik Kardiologie bietet kardiologische Rehabilitation an, mit den Versorgungsschwerpunkten Herz-Kreislauf, und Gefäßerkrankungen sowie dem Rheumatischen Formenkreis. Außerdem gibt es ein Zentrum für Schlafmedizin, eine AHB-Klinik und ein Ambulantes Therapiezentrum. Die Schwarzwaldklinik Neurologie beinhaltet eine Neurologische Fachklinik mit einem besonderen Schwerpunkt auf der Versorgung von Schlaganfallpatienten. Zudem gibt es eine Rehaklinik und eine Klinik für Anschlussheilbehandlung. Hier wird Berufsgenossenschaftliche Stationäre Weiterbehandlung sowie Ambulante Rehabilitation und Re-Integrations-Management angeboten. Die Schwarzwaldklinik Geriatrie ist kooperierende Rehabilitationseinrichtung des Universitätsklinikums Freiburg. Die Einrichtung bietet mit ihren 90 Betten Behandlungsmöglichkeiten im Rahmen der stationären Rehabilitation an. Dabei orientiert sich die Schwarzwaldklinik Geriatrie am „Geriatrie Konzept Baden-Württemberg“.

### Ausstattung
Die Häuser beschäftigen zusammen über 500 Mitarbeiter und stellen insgesamt etwa 600 Betten in 370 Einzel- und 104 Doppelzimmern für die Patientenversorgung zur Verfügung. Jedes Zimmer verfügt dabei entweder über eine Terrasse oder einen Balkon. Das Schwarzwaldklinik Reha-Zentrum bietet stationäre und ambulante Rehamaßnahmen für Patienten sowie deren pflegende Angehörige an. Zudem gibt es Angebote für medizinisch beruflich orientierte Rehabilitation und Anschlussrehabilitation sowie Anschlussheilbehandlung.

### Sondereinrichtungen
Das Schwarzwaldkliniken Reha-Zentrum verfügt über eine Sauna und eine Salzgrotte. Zudem bieten sie Medizinische Fußpflege, Lichttherapie sowie Tests zur Evaluation funktioneller Leistungsfähigkeit. Seit 2013 bietet die Schwarzwaldklinik Orthopädie im Auftrag der Berufsgenossenschaften Arbeitsplatzbezogene Muskoskeletale Rehabilitation (ABMR) an.